# Албания
Алба́ния (алб. Shqipëria), полная официальная форма — Респу́блика Алба́ния (алб. Republika e Shqipërisë [ɾɛpuˈblika ɛ ʃcipəˈɾiːs]), — государство в западной части Балканского полуострова. Население, по данным переписи населения 2023 года, проведённой Институтом статистики Албании, на 18 сентября 2023 года, составляет 2 402 113 человека, территория — 28 748 км². Занимает 143-е место в мире по численности населения и 139-е по территории. 
Располагается на юго-востоке Европы на побережье Адриатического и Ионического морей. Пролив Отранто отделяет Албанию от Италии. На северо-востоке граничит с частично признанной Республикой Косово, на северо-западе — с Черногорией, на востоке — с Северной Македонией, на юго-востоке — с Грецией.
Столица и крупнейшийм город — Тирана, другие крупные города — Дуррес, Эльбасан, Влёра, Камза, Шкодер, Фиери, Корча, Берат, Люшня и Саранда. Государственный язык — албанский.
Албания, наряду с частично признанной Республикой Косово и Боснией и Герцеговиной, является одной из стран Европы с преобладающим мусульманским населением. Основная религия — ислам, около 64 % населения — мусульмане-сунниты.
Албания — унитарное государство, парламентская республика. Президентом Албании с 24 июля 2022 года является Байрам Бегай, должность премьер-министра с 15 сентября 2013 года занимает Эди Рама. Согласно Economist Intelligence Unit (EIU), страна в 2022 году была классифицирована по индексу демократии как несовершенная демократия.
В административно-территориальном делении подразделяется на 12 областей.
Албания — член НАТО с 2009 года. Официальный кандидат на вступление в ЕС (с 2014 года).

## Этимология
Топоним «Албания» происходит от средневекового латинского названия страны. Возможно, он произошёл от наименования иллирийского племени албаны (алб. Albanët), отмеченного Птолемеем, географом и астрономом из Александрии, составившим карту в 150 году нашей эры, на которой был показан город Албанополис, расположенный к северо-востоку от города Дуррес. От него, вероятно, произошло название средневекового поселения под названием Албанон или Арбанон, хотя нет никакой уверенности, что оно располагалось на месте прежнего Албанополиса. В своей истории, написанной в XI веке, византийский историк Михаил Атталиат впервые упоминает об албаноях, участвовавших в восстании против Константинополя в 1043 году, и об арбанитаях как подданных герцога Диррахия. В Средние века албанцы называли свою страну Арбери (алб. Arbëri) или Арбени (алб. Arbëni), а себя — арберешами (алб. Arbëreshë) или арбенешами (алб. Arbëneshë). Кроме того, есть гипотеза, что топоним происходит из праиндоевропейского корня -albho, означавшего «белый».
Ныне албанцы называют свою страну Shqipëri или Shqipëria (Шкиперия). Ещё в XVII веке топоним Shqipëria и этнический катойконим Shqiptarë (Шкипетары) постепенно заменили, соответственно, названия Arbëria и Arbëresh. Слова Shqipëria и Shqiptarë часто объясняются как «Земля орлов» и «дети орлов», соответственно, так как в современном языке есть слово shqipe со значением «орёл», которое было заимствовано из кельтских языков.
По другой версии, название Shqipëria происходит от албанского слова shqip, означающего «ясный, понятный, понятная речь» (сегодня это самоназвание албанского языка); оно происходит от глагола латинского происхождения excipere, означающего «говорить ясно, понятно» и, соответственно, может переводиться как «ясный, понятный, понятая речь».
Славист А. М. Селищев утверждал, что исток этого корня — слово shqe, означающее «славяне» (Shqerí — от албанского shqa < *skla, мн. ч. — shqe) и является следствием славянской колонизации Балкан в VI—VII веках.

## Физико-географическая характеристика

Карта Албании

Албания расположена на Балканском полуострове в Южной Европе и занимает площадь в 28 748 км². С северо-запада она омывается водами Адриатического моря, и с юго-запада — водами Ионического моря. Оба являются частью Средиземного моря. В западной части располагается низменная область, остальное (около 70 %) — горные и лесистые районы.
Территория страны лежит между 42-й и 39-й параллелями северной широты, а также между 21-м и 19-м меридианом восточной долготы. Крайней северной точкой Албании является деревня Вермоши (42°35’ с. ш.), крайней южной — город Конисполь (39°40’ с. ш.). Крайняя западная точка страны — необитаемый остров Сазани (19°16’ в. д.), крайняя восточная — деревня Верник (21°1’ в. д.). Самая высокая вершина Албании — гора Кораб (2764 м). Протяжённость с востока на запад составляет всего 148 км, с севера на юг — 340 км.

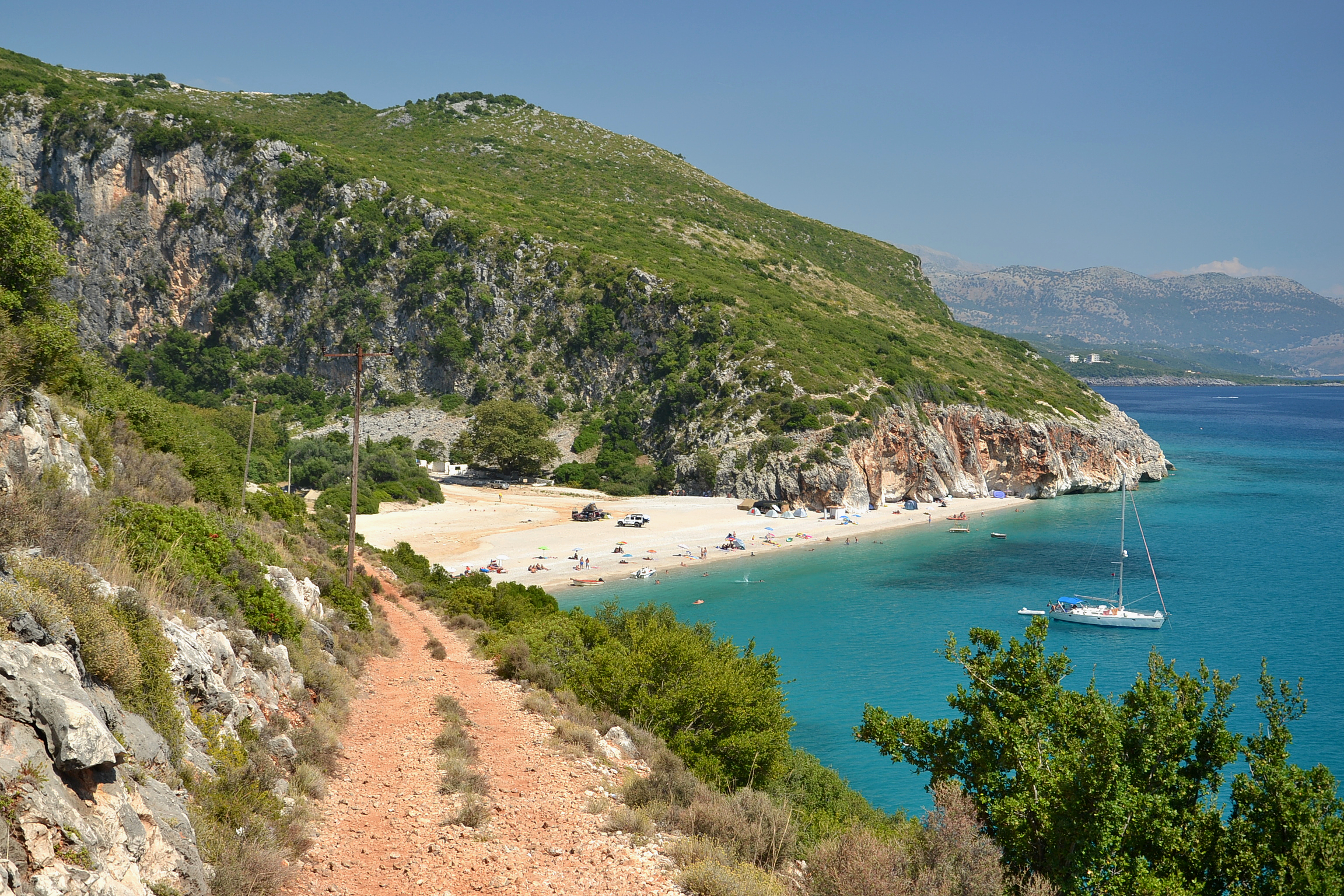
Каньон Гипе, расположенный на слиянии Адриатического и Ионического морей

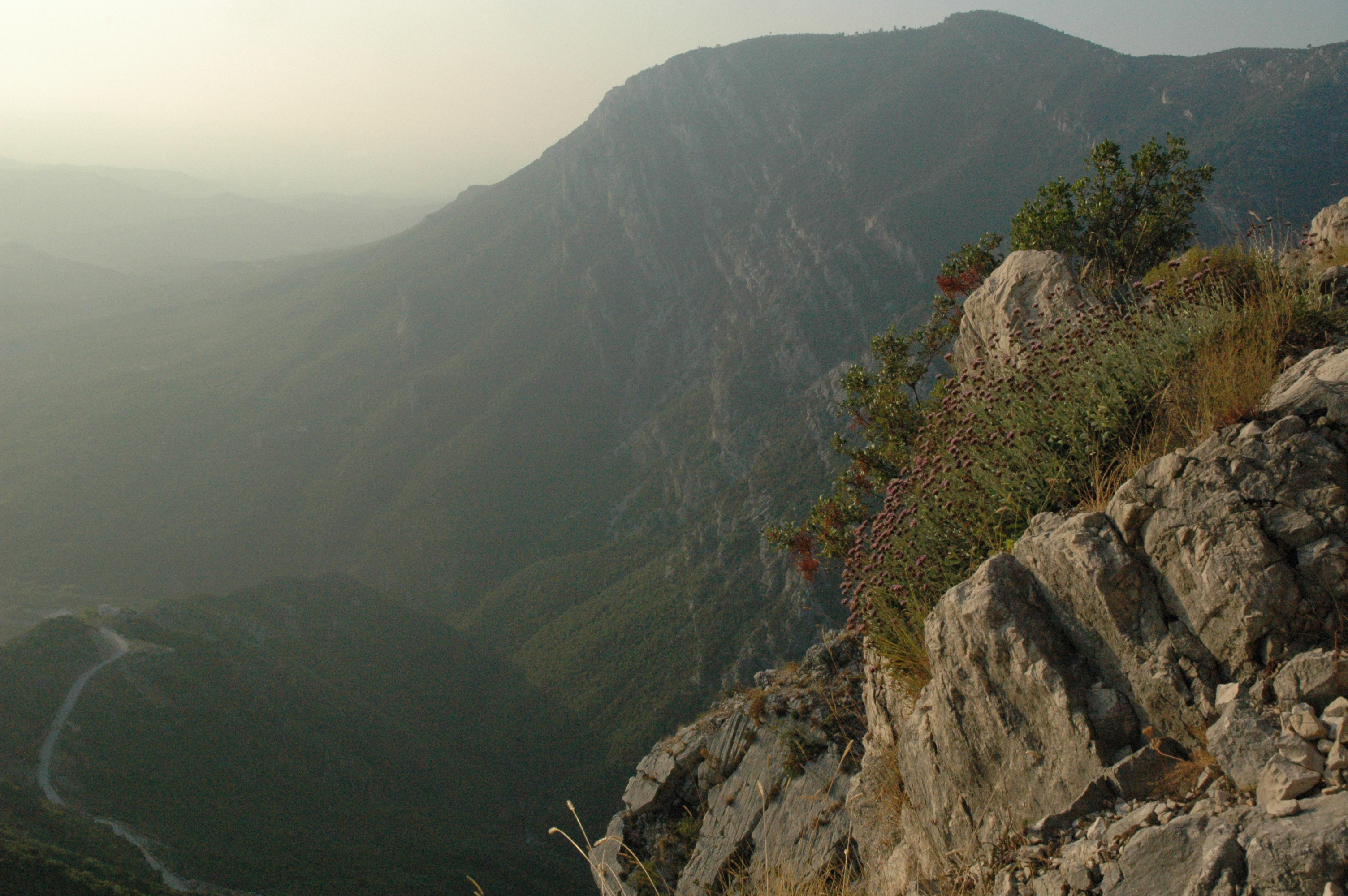
Албанские горы

Бо́льшая часть Албании занята горами и холмами, которые проходят в разных направлениях по всей длине и ширине территории страны. Наиболее крупными горными хребтами являются Северо-Албанские Альпы на севере, горы Кораб на востоке, горы Пинд на юго-востоке, Акрокераунские горы на юго-западе и горы Скандербег в центре.
Одной из самых важных особенностей географии Албании является наличие многочисленных и крупных озёр. Расположенное на северо-западе страны, на границе с Черногорией, озеро Шкодер — крупнейшее в Южной Европе. Его третья часть и 57 км побережья принадлежит Албании. На юго-востоке на возвышенности находится Охридское озеро (разделённое с Северной Македонией), одно из старейших постоянно существующих озёр в мире. Оно имеет глубину 289 м и уникальные флору и фауну, из-за чего находится под охраной ЮНЕСКО. Далее на юг простираются Большое и Малое озёра Преспа, которые являются одними из высочайших озёр на Балканах.
Реки Албании берут своё начало преимущественно на востоке страны и впадают в Адриатическое море на западе. Самой длинной рекой Албании, измеряемой от устья до истока, вероятно, является Дрин, начинающийся в месте слияния двух своих верховьев: Чёрного и Белого Дрина, и протекающий на севере государства. Вьоса — одна из последних нетронутых крупных речных систем в Европе. К другим важным рекам Албании относятся Мати, Шкумбини и Семани.

### Растительный и животный мир

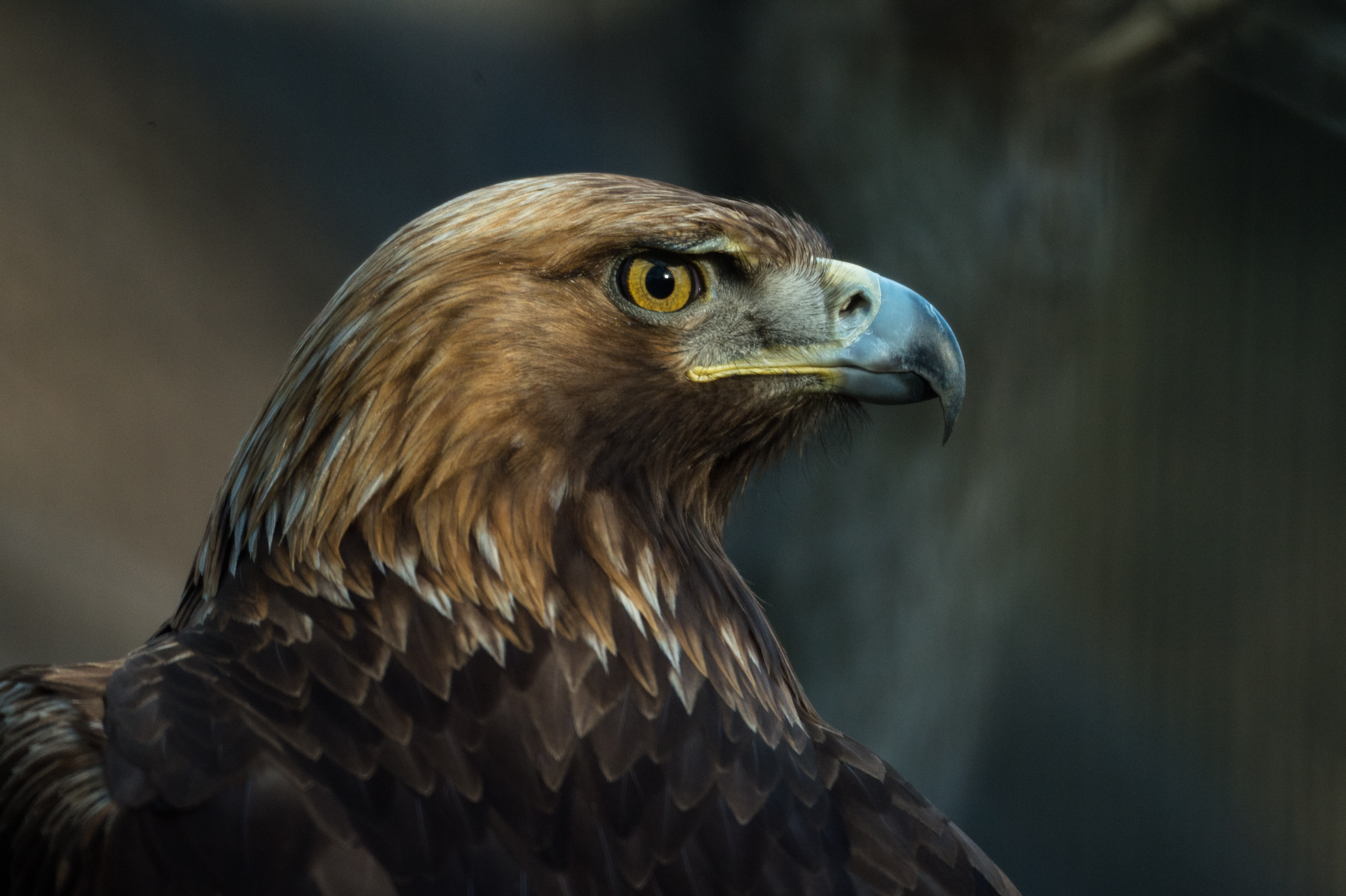
Беркут — национальный символ и животное Албании

Благодаря своему географическому расположению в центре Средиземного моря и большому разнообразию климатических, геологических и гидрологических условий, Албания обладает исключительно богатым и контрастным биоразнообразием. Оно охраняется за счёт наличия в стране 14 национальных парков, 1 морского парка, 4 рамсарских угодий, 1 биосферного заповедника и 786 охраняемых природных территорий различных категорий.
Из-за своей удалённости горы и холмы Албании покрыты лесами, деревьями и травами, необходимыми для обитания самых разных животных: включая двух самых значимых исчезающих видов страны (рыси и бурого медведя), а также дикой кошки, серого волка, рыжей лисицы, обыкновенного шакала, стервятника и беркута, национального животного страны.
Эстуарии, болота и озёра Албании служат средой обитания для розового фламинго, малого баклана и чрезвычайно редкой и, возможно, самой знаковой птицы страны, далматинского пеликана. Особое значение для животного мира страны имеют средиземноморский тюлень-монах, головастая черепаха и зелёная черепаха, использующие её прибрежные воды и берега для вывода своего потомства.

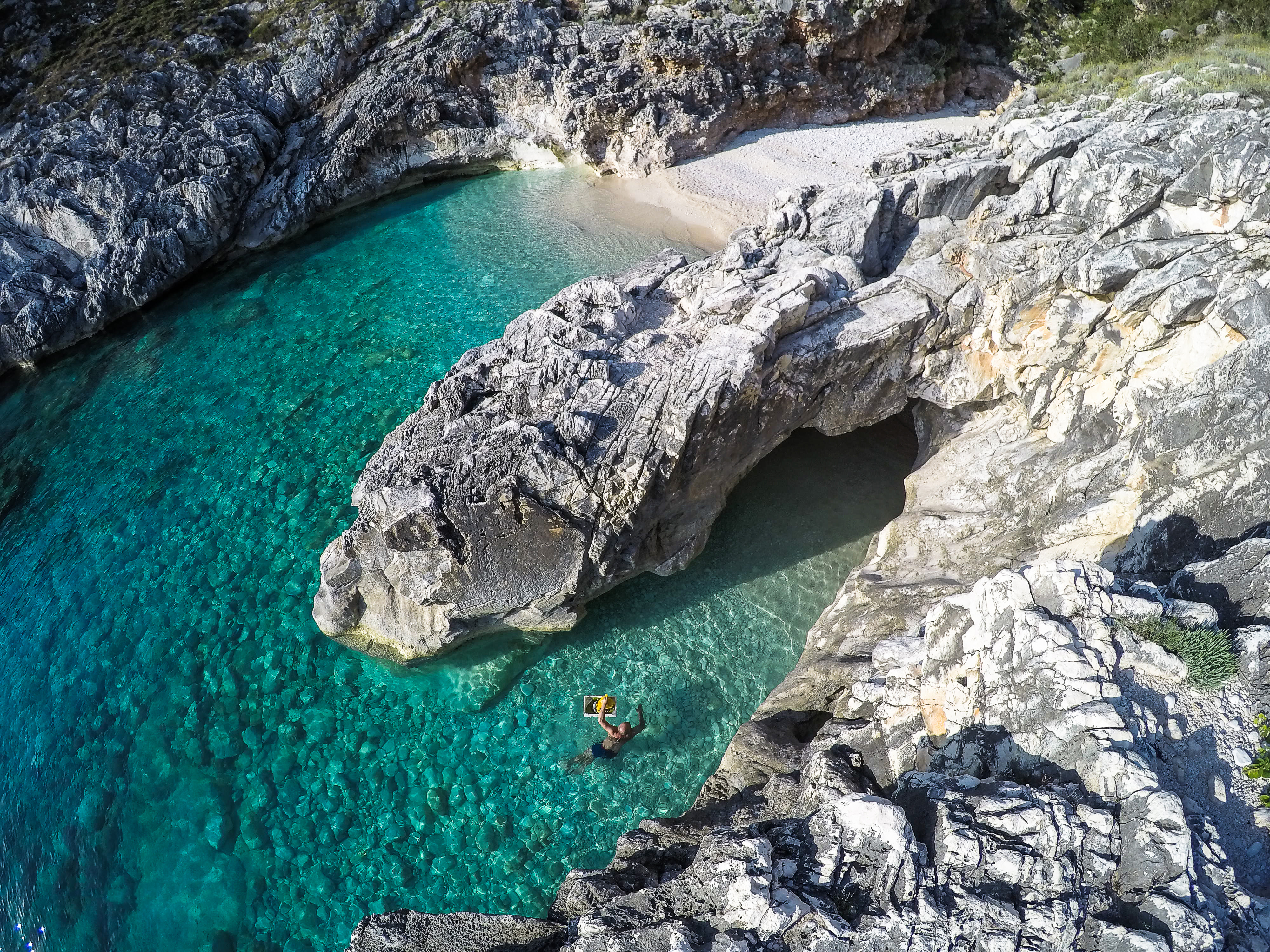
Морской парк Карабурун-Сазан

В географии растений территория Албании является частью Голарктического царства, находясь в его Циркумбореальной и Средиземноморской областях. Она условно подразделяется на четыре земных экорегиона Палеарктической экозоны: иллирийские лиственные леса, балканские смешанные леса, пиндские смешанные леса и динарские смешанные леса.
В Албании можно найти около 3500 различных видов растений, относящихся преимущественно к средиземноморскому и евразийскому растительному миру. В стране сложились богатые традиции народной медицины, использующей лекарственные растения. В приготовлении лечебных трав и лекарственных препаратов используется не менее 300 растений, произрастающих локально. Пихта, дуб, бук и сосна — основные виды деревьев лесов Албании.

### Полезные ископаемые
На территории Албании есть месторождения нефти, природного газа, угля, хрома, меди, никеля.

### Климат
Средние температуры января — +8—9 °C, июля — +24—25 °C. Осадков — 800—2000 мм в год.
Климат прибрежной (западной) части страны — средиземноморский, переходящий к востоку в континентальный. Средняя температура июля на побережье — от +28 до +32° С, января — от +8 до +10° С. Высокие летние температуры на побережье переносятся легко из-за постоянно дующего средиземноморского бриза.
Туристический сезон продолжается с мая по сентябрь, но на воздухе комфортно находиться также в апреле и октябре. В году около 300 солнечных дней. Ранней весной и поздней осенью идут дожди. В горах Албании климат значительно более холодный — зимой температура может опускаться до −20° С.

## История

### Ранняя история

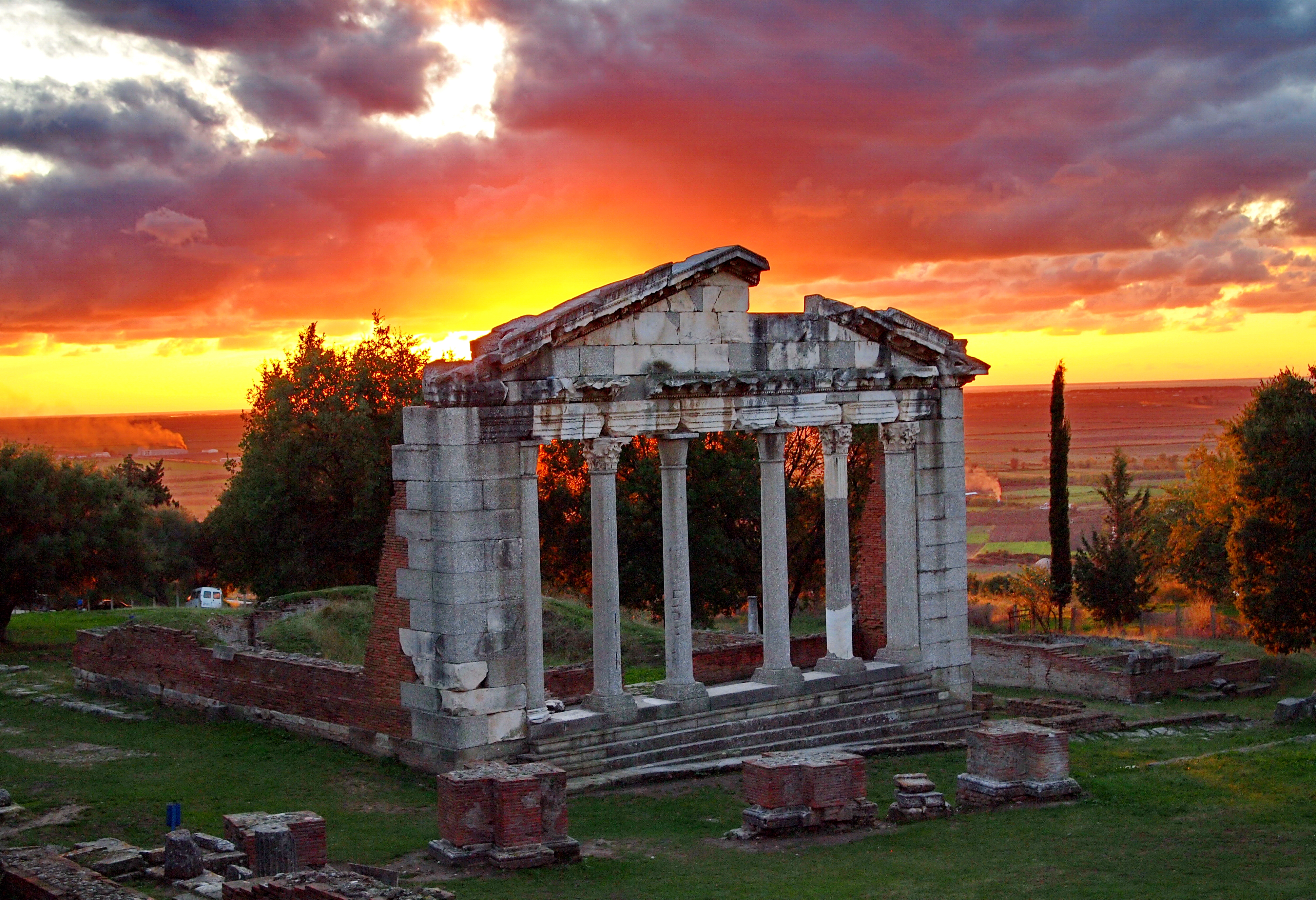
Аполлония Иллирийская — важная древнегреческая колония на иллирийском побережье Адриатического моря и одна из самых западных точек Эгнатиевой дороги, связывавшей Рим и Константинополь

Первые следы человеческого присутствия в Албании, относящиеся к эпохам среднего и позднего палеолита, были найдены в деревне Дзарре (недалеко от Саранды) и на горе Дайти (около Тираны). К находкам в пещере близ Дзарре относятся кремнёвые и яшмовые предметы, а также окаменелые кости животных. На горе Дайти были обнаружены костяные и каменные орудия, аналогичные орудиям ориньякской культуры. Палеолитические находки Албании имеют большое сходство с артефактами той же эпохи, найденными в Црвене-Стиене в Черногории и северо-западной Греции.
В центральной и южной Албании было обнаружено несколько артефактов бронзового века из захоронений в курганах, которые демонстрируют тесную связь этих территорий с юго-западной Македонией и Лефкасом. Археологи пришли к выводу, что эти регионы были заселены с середины III тысячелетия до н. э. индоевропейцами, говорившими на протогреческом языке. Часть этого населения мигрировала в сторону Микен около 1600 года до н. э., что привело к развитию Микенской цивилизации.
В античности территория современной Албании была преимущественно населена множеством иллирийских племён. Иллирийские племена никогда коллективно не считали себя „иллирийцами“, и маловероятно, что они использовали какое-либо одно общее название для всех своих племён. Это название, по-видимому, относилось лишь к одному иллирийскому племени, которое стало первым, с кем вошли в контакт древние греки в бронзовом веке, в результате чего оно перенеслось на все племена со схожими языком и обычаями.

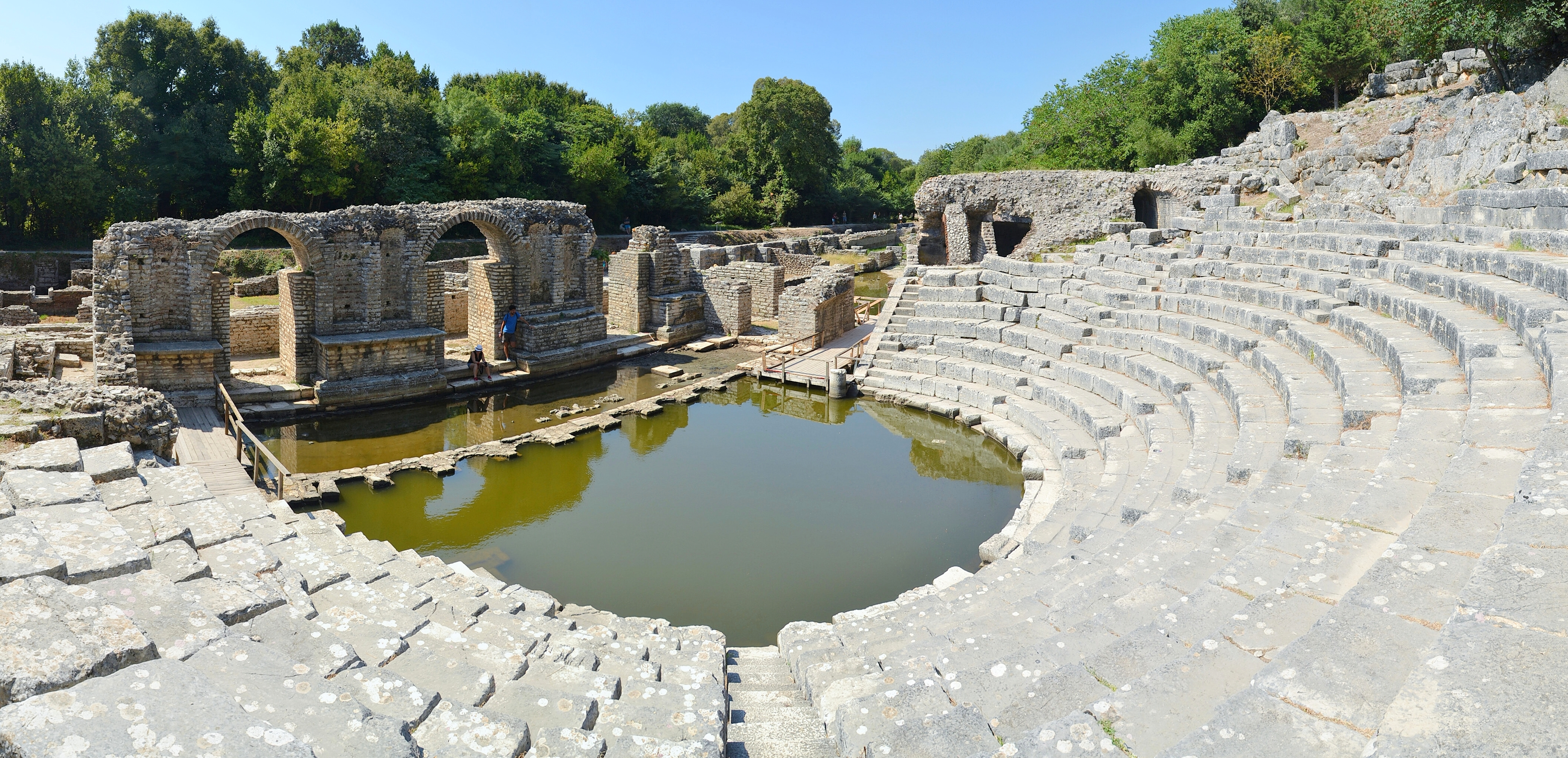
Руины римского амфитеатра в Бутринти

Территория, известная как Иллирия, ориентировочно простиралась вдоль восточного побережья Адриатического моря до устья реки Вьоса на юге. Первое известное описание иллирийских групп содержится в «Перипле Понта Евксинского», древнегреческого сочинения середины IV века до н. э. Юг был населён греческим племенем хаонийцев, столицей которого служила Фойника. К VII веку до н. э. на побережье нынешней Албании древнегреческими городами-государствами были основаны многочисленные колонии, такие как Аполлония, Эпидамнос и Амантия. Запад современной Албании населяло фракийское племя бригов.
Иллирийское племя ардиеев управляло большей частью современной Албании. Ардианское царство достигло наибольших размеров при Агроне, сыне Плеврата II. Агрон распространил свою власть и на другие соседние племена. После его смерти в 230 году до н. э. его жена Тевта унаследовала Ардианское царство. Она сумела расширить его территорию дальше на юг, достигнувшую Ионического моря. В 229 году до н. э. Рим объявил иллирийскому царству войну из-за разграбления своих кораблей. Война закончилась поражением иллирийцев спустя два года. В 181 году до н. э. Тевту сменил Гентий. В 168 году до н. э. между ним и Римом началась Третья Иллирийская война, которая в следующем году привела к римскому завоеванию региона. После этого римляне разделили область на три административных единицы. Окончательно иллирийцы были покорены в 9 году н. э. Тиберием (римский император с 14 по 37 г. н. э.), учредившим область Иллирия с имперским легатом во главе.
В I веке н. э. в Иллирию постепенно проникает христианство.

### Средневековье

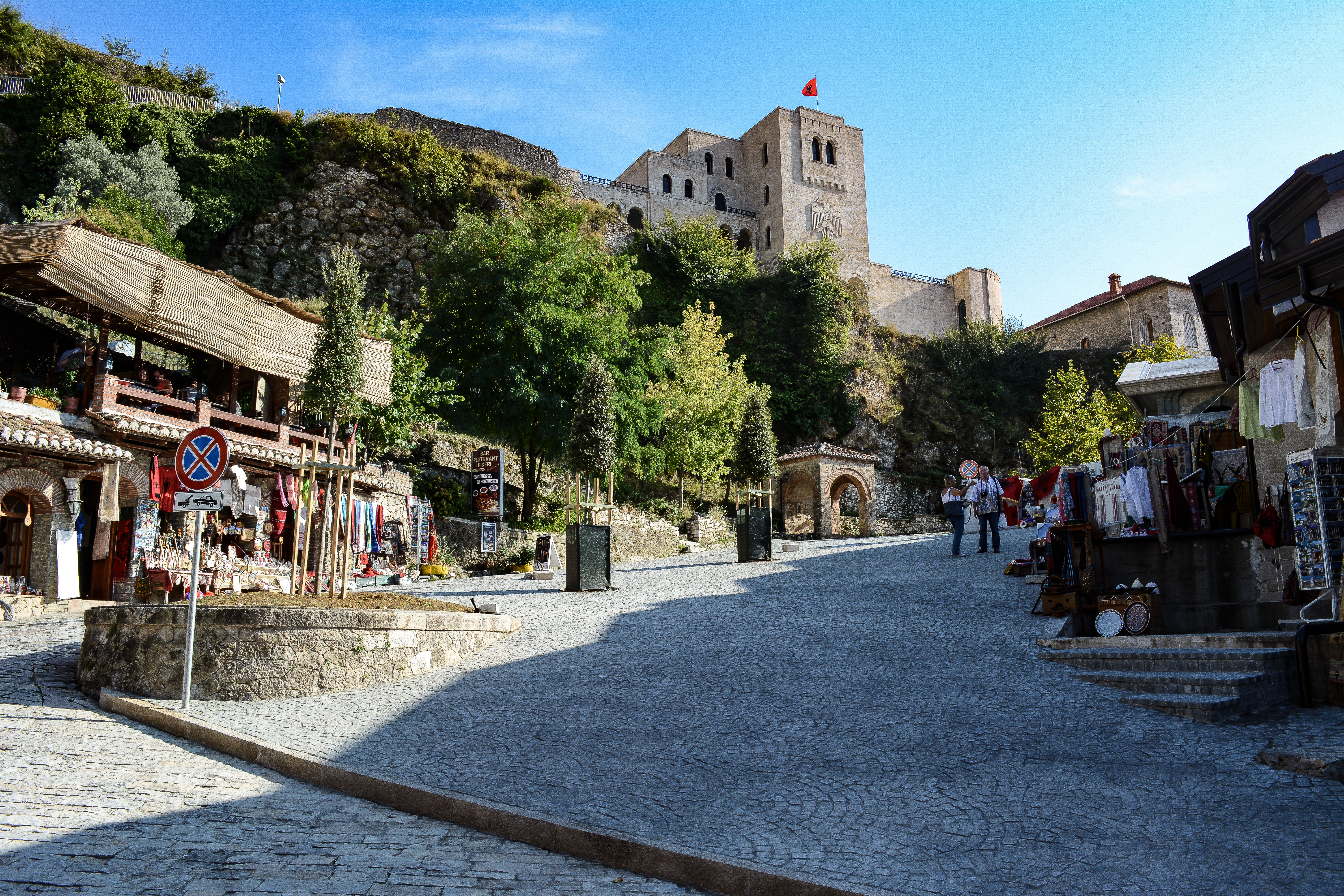
Город Круя был столицей албанского княжества Арберия

После того как Римская империя в IV веке была разделена на Восточную и Западную, территория Албании оставалась в пределах Восточной Римской Империи. В последующие столетия Балканский полуостров страдал от нашествий варваров. Иллирийцы в последний раз упоминаются в тексте VII века. В конце XII—начале XIII веков сербы и венецианцы начали захватывать албанские земли.
Этногенез албанцев неясен, однако первое бесспорное упоминание об албанцах датируется 1079 или 1080 годом. В исторических записях Михаила Атталиата содержатся упоминание об участии албаноев в восстании против Константинополя. К тому времени албанцы были полностью христианизированы.

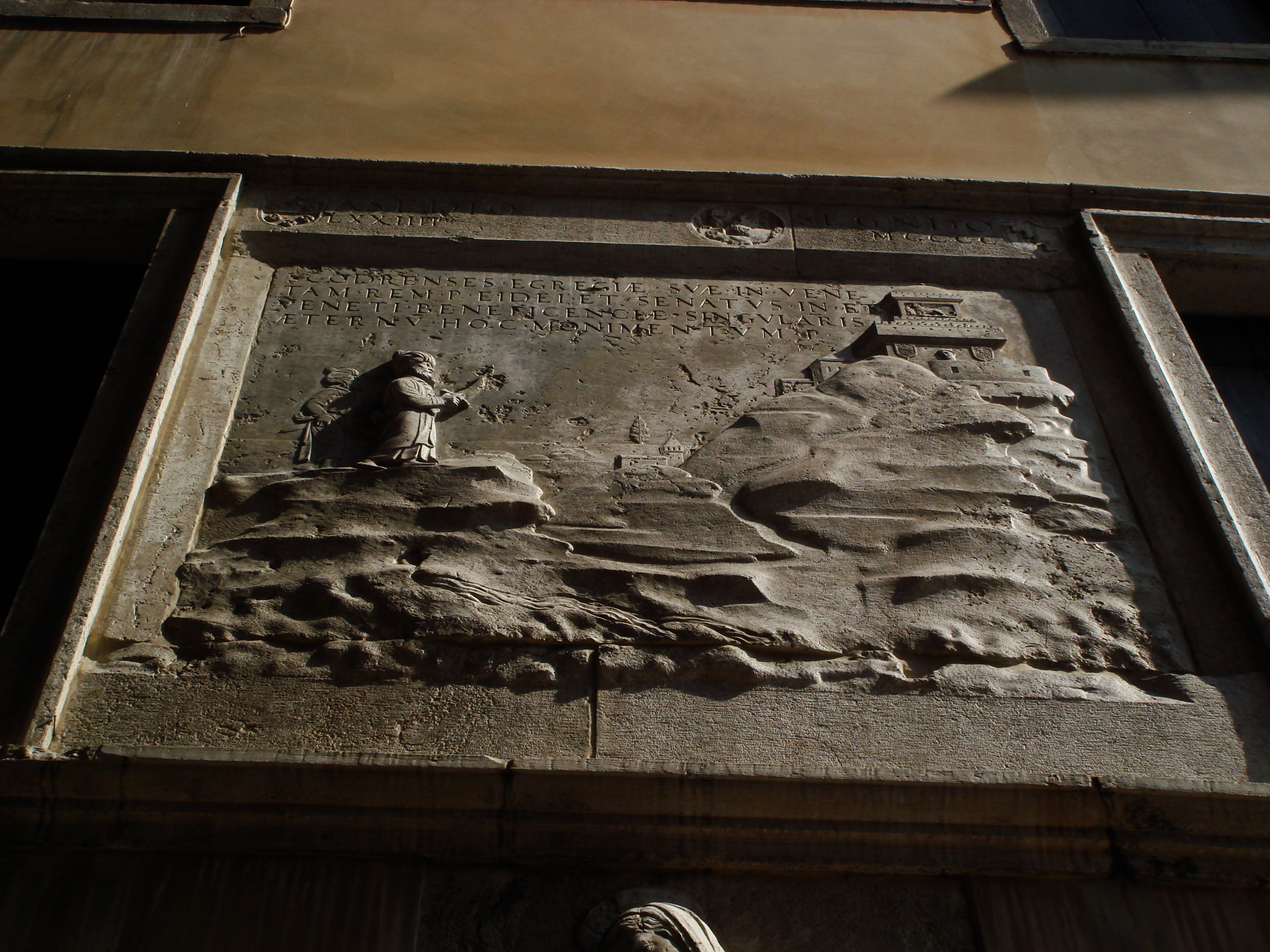
Рельеф в Скуоле дельи Альбанези, изображающий осаду Шкодры, в результате которой османский султан Мехмед II захватил албанский город, тогда находившийся под властью Венеции

Первое полунезависимое албанское государство было сформировано в 1190 году, когда архонт Прогон основал княжество Арберия со столицей в Круе, находившееся в составе Византийской империи. Прогону наследовали его сыновья Гин Прогони и Димитри Прогони, при последнем оно достигло пика своего развития. После смерти Димитри, последнего представителя династии Прогонов, княжество перешло под власть Григора Камоны, а позднее — Голема. В XIII веке княжество прекратило своё существование.
Через несколько лет после распада Арберии Карл I Анжуйский заключил соглашение с албанскими правителями, пообещав защищать их и их древние свободы. В 1272 году он основал королевство Албания и присоединил к нему области, отвоёванные у Эпирского царства. Королевство претендовало на всю территорию центральной Албании — от Диррахия вдоль побережья Адриатического моря до Бутринти. Расширение этого католического королевства способствовало распространению католицизма в этом регионе Балканского полуострова. Внутренняя борьба за власть в Византийской империи в XIV веке позволила сербскому королю Стефану Душану создать недолговечную империю, которая на короткое время оккупировала всю Албанию, за исключением Дурреса. В 1367 году различные албанские правители основали Артский деспотат. В то же время было создано несколько албанских княжеств, наиболее известными из которых стали Топия, Кастриоти, Музаки, Балша и Арианити. В первой половине XV века Османская империя вторглась на большую часть Албании, в ответ была создана Лежская лига под руководством Скандербега, ставшего национальным героем.

### Османская эпоха

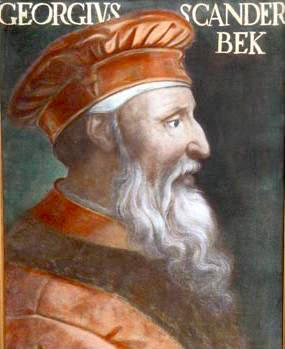
Прослужив Османской империи почти 20 лет, Скандербег восстал против неё, что остановило продвижение османов в Европу на 25 лет

Османское вторжение на территорию Албании ознаменовало новую эру в её истории и внесло огромные изменения в политическую и культурную жизнь этого региона. В 1385 году османы впервые достигли албанского побережья. К 1415 году они создали свои гарнизоны на юге Албании, а к 1431 году заняли большую часть её территории. С появлением османов ислам стал второй религией в Албании в результате массовой эмиграции албанцев-христиан в другие христианские европейские страны (арбереши в Италии). В то же время албанцы-мусульмане постепенно переселялись в Турцию и другие части Османской империи, такие как Алжир, Египет и Ирак.
В 1443 году под предводительством Скандербега началось большое и долгое восстание, продолжавшееся до 1479 года. Он неоднократно побеждал крупные османские армии во главе с Мурадом II и Мехмедом II. Скандербег сначала объединил албанских князей, а затем установил централизованную власть над большей частью не завоёванных османами территорий, будучи признанным правителем Албании.
Скандербег неустанно, но безуспешно пытался создать европейскую коалицию против Османской империи. Он срывал все попытки османов вернуть Албанию под свою власть, которую те считали плацдармом для вторжения в Италию и Западную Европу. Его неравная борьба с могущественнейшей державой того времени завоевала уважение Европы, а также получила некоторую финансовую и военную помощь от Неаполя, Венеции, Сицилии и папы римского.
Когда османы наконец сумели вернуть себе контроль над Албанией, они разделили её на четыре санджака. Власти способствовали развитию торговли в албанских землях, разместив в регионе значительное количество еврейских беженцев, изгнанных из Испании. Порт Влёры играл важное значение в торговле между Османской империей и Западной Европой.
Будучи мусульманами, некоторые албанцы достигли важных политических и военных позиций в Османской империи и внесли свой вклад в более широкий исламский мир. Так, пост великого визиря занимало более 20 выходцев из Албании, включая Кёпрюлю Мехмед-пашу и Фазыла Ахмед-пашу. Другой албанец Мухаммед Али-паша, будучи наместником в Египте, провёл там ряд успешных реформ по модернизации, подавил восстание ваххабитов в Аравии, сам восстал против Османской империи и основал в Египте династию, правившую им до 1953 года.
Процесс исламизации населения шёл постепенно: лишь в XVII веке большинство албанцев стали мусульманами. Этот процесс был постепенным, начиная с прибытия Османов. Держатели тимаров не обязательно были обращены в ислам и иногда восставали против Османской империи.
Албанцы-католики преимущественно обратились в ислам в XVII веке, в то время как православные албанцы последовали их примеру уже в следующем столетии. Первоначально процесс исламизации активно шёл в городских центрах, таких как Эльбасан и Шкодер, после чего он распространился и на сельскую местность. Мотивы обращения, по мнению историков, были различными в зависимости от того или иного контекста.

#### Дружба между Албанией и Россией
Дружеские отношения между Россией и Албанией имеют древнюю историю. Примерно 250 лет тому назад судьба свела Албанию и Россию в совместной борьбе против единого врага — Османской империи. Почти пять веков албанский народ страдал от турецкого ига. Албания искала поддержку, чтобы освободиться от него, и порой находила её в лице русских правителей. Первые прямые контакты между албанцами и русскими произошли в середине XVIII века. Россия к этому времени превратилась в серьёзного противника Османской империи. Военные действия между этими государствами стали своего рода сигналом для антитурецких выступлений на Балканах, в том числе и в Албании. Тысячи албанцев присоединились к русской армии для участия в войне с турками.

### Независимая Албания
В ноябре 1908 года, после свержения султана Абдул-Хамида II, в Битоле был проведён первый национальный конгресс. В 1910 году на севере Албании вспыхнуло восстание. В следующем году новое восстание поставило своей целью получить автономию для Албании. Весной 1912 года произошло общенародное восстание, повстанцы захватили Скопье, Дибру, Эльбасан, Пермети. 23 августа было объявлено перемирие; албанскому народу предоставлялась определённая автономия, но административно она так и не была закреплена.
В октябре 1912 года началась Первая Балканская война. 28 ноября в городе Влёре съезд представителей различных слоёв населения провозгласил Албанию независимым государством и сформировал первое временное правительство.
В 1912—1913 годах Австро-Венгрия, Великобритания, Германия, Италия, Россия и Франция признали вначале автономию, а затем — независимость Албании от Турции.
Первый парламент Албании был создан в 1920 году, в ходе борьбы за независимость страны и против её раздела по Парижскому миру между Грецией, Италией и Югославией.
В 1928 году парламент был распущен, Албания была провозглашена королевством.

### Вторая мировая война
В апреле 1939 года Италия оккупировала Албанию, король Ахмет Зогу бежал из страны.
Движение сопротивления возглавили прокоммунистические силы. В ноябре 1941 года была создана единая структура КПА, которая должна была возглавить освободительную борьбу. В сентябре 1942 года состоялся съезд прогрессивных сил, которые выступали против оккупации, в Большой Пезе. Был создан Генеральный национально-освободительный совет, который должен был руководить освободительным движением. Он стал руководящим органом Национально-освободительного фронта. В июле 1943 года Генеральный совет Национально-освободительного фронта принял решение об организации Генерального штаба Национально-освободительной армии. В мае 1944 года на 1-м Антифашистском национально-освободительном конгрессе был сформирован Антифашистский национально-освободительный комитет, которому передавались функции временного правительства. В 1944 году введено всеобщее избирательное право.

### Социалистическая Албания
В 1945 году прошли парламентские выборы, на которых 97,7 % голосов получил возглавлявшийся коммунистами Демократический фронт (другие политические силы не принимали участия в выборах). Постепенно власть в своих руках сосредоточил Энвер Ходжа, жестоко расправлявшийся со своими политическими соперниками. Утвердилось монопольное правление Албанской партии труда (АПТ, до 1948 — Коммунистическая партия Албании). Десятки тысяч албанцев подверглись репрессиям политической полиции Сигурими.
До 1956 года Албания поддерживала отношения с Союзом Советских Социалистических Республик в противовес Югославии, однако после XX съезда КПСС был принят курс на политическую изоляцию. Отношения поддерживались только с КНР и Румынией. В 1968 году, протестуя против советской интервенции в Чехословакию, Албания вышла из Варшавского договора. Страна жила в режиме постоянной готовности к войне: каждая семья обязана была соорудить себе бомбоубежище. Были запрещены религии, ношение бороды. В 1967 году Албания была провозглашена атеистическим государством.
В 1978 году было резко свёрнуто сотрудничество с КНР.
После смерти Энвера Ходжи в 1985 году новый лидер АПТ и НСРА Рамиз Алия начал политику постепенных экономических преобразований и расширения отношений с другими странами.

### Современная Албания
В 1990—1992 годах произошло падение коммунистического режима в Албании. Страна перешла ко многопартийной системе и рыночной экономике. Власть в Албании попеременно сменяли Социалистическая партия Албании (представляет, в основном, промышленно развитые южные регионы, лидер — Эди Рама) и Демократическая партия Албании (представляет, в основном, север страны, лидер — Сали Бериша). В стране была предпринята попытка осудить бывшего лидера — Рамиза Алию, однако в результате уличных беспорядков он был освобождён из тюрьмы. В 1997 году в стране произошли беспорядки, вызванные банкротством финансовых пирамид Албании, которые впоследствии привели к использованию армии и смене власти.
С 1 апреля 2009 года Албания состоит в НАТО.
29 апреля 2009 года Албания официально обратилась к Европейскому союзу с просьбой о принятии её в члены этой организации.
15 декабря 2010 года ЕС отменил визы для граждан Албании.
В 2020 году страна занимала пост председателя ОБСЕ. Страну представлял министр иностранных дел Албании Эди Рама.

## Политическая структура

### Исполнительная власть
Албания является парламентской республикой. Формальным главой государства является президент (Kryetarët), избираемый парламентом сроком на 5 лет. Одно и то же лицо не может занимать президентский пост более двух сроков. С 24 июля 2022 года президентом является Байрам Бегай.
Исполнительный орган — Совет Министров (Këshilli i Ministrave), состоящий из Главного министра (Kryeministër) и министров, включает в себя следующие министерства:

| - общественных работ, транспорта и телекоммуникаций - образования и науки - окружающей среды, администрации лесных и водных ресурсов - сельского хозяйства, питания и защиты прав потребителей - социально-трудовых дел и равных возможностей - туризма, культуры, молодёжи и спорта - финансов | - экономики, торговли и энергетики - юстиции - иностранных дел - обороны - инноваций и информационно-коммуникационных технологий - здравоохранения - европейской интеграции - внутренних дел |  |

### Законодательная власть
Высшим законодательным органом Албании является Парламент — однопалатное Народное собрание (алб. Kuvendi i Shqipërisë), состоящее из 140 членов. 100 депутатов избираются по мажоритарной системе в одномандатных округах (в два тура), 40 — по партийным спискам с четырёхпроцентным барьером. Срок полномочий депутатов — 4 года.

### Политические партии
Партийно-политическая структура Албании в высокой степени поляризована. Доминируют левоцентристская Социалистическая партия (СПА) и правоцентристская Демократическая партия (ДПА). СПА происходит от бывшей ходжаистской АПТ, ДПА — от массового антикоммунистического движения 1990—1992 годов.
Социалисты и демократы регулярно чередуются у власти. К ним примыкают небольшие партии сходных направлений (к СПА — Социал-демократическая партия Албании, СДПА; к ДПА — Республиканская партия Албании, РПА). Своего рода «третьей силой» выступает Социалистическое движение за интеграцию (СДИ), отделившееся от СПА, но блокирующееся с ДПА. Особняком держится в политическом спектре Коммунистическая партия Албании (КПА), радикальная в идеологической риторике, но неоднозначная в конкретной политической роли
Ведущие деятели СПА — Фатос Нано, Эди Рама; ДПА — Сали Бериша, Люльзим Баша, СДИ — Илир Мета, СДПА — Скендер Гинуши, Энгел Бейтай, РПА — Сабри Годо, Фатмир Медиу, КПА — Хюсни Милоши, Кемаль Чичолари.

### Судебная власть
Орган конституционного надзора — Конституционный Суд (Gjykata Kushtetuese), высшая судебная инстанция — Верховный Суд (Gjykata e Lartë), орган прокурорского надзора — Генеральная Прокуратура (Prokuroria e Përgjithshme), орган для подбора кандидатур на должности судей — Высший совет юстиции (Këshilli i Lartë i Drejtësisë), орган для организации проведения выборов — Центральная избирательная комиссия (Komisioni Qendror i Zgjedhjeve).

## Административное деление

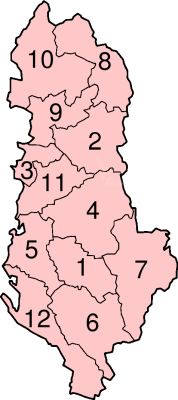
Административная карта Албании

Территория Албании делится на 12 областей (алб. qark, мн. ч. — qarqe), которые ранее делились на 36 округов (алб. rreth, мн. ч. — rrethe, рети) и 373 муниципалитета. Каждый округ имел свой совет, состоящий из нескольких муниципалитетов. В 2015 году была проведена административно-территориальная реформа, в результате которой административное деление изменилось, количество областей осталось прежним, но теперь они подразделяются на 61 муниципалитет, в состав которых входят коммуны.

## Население

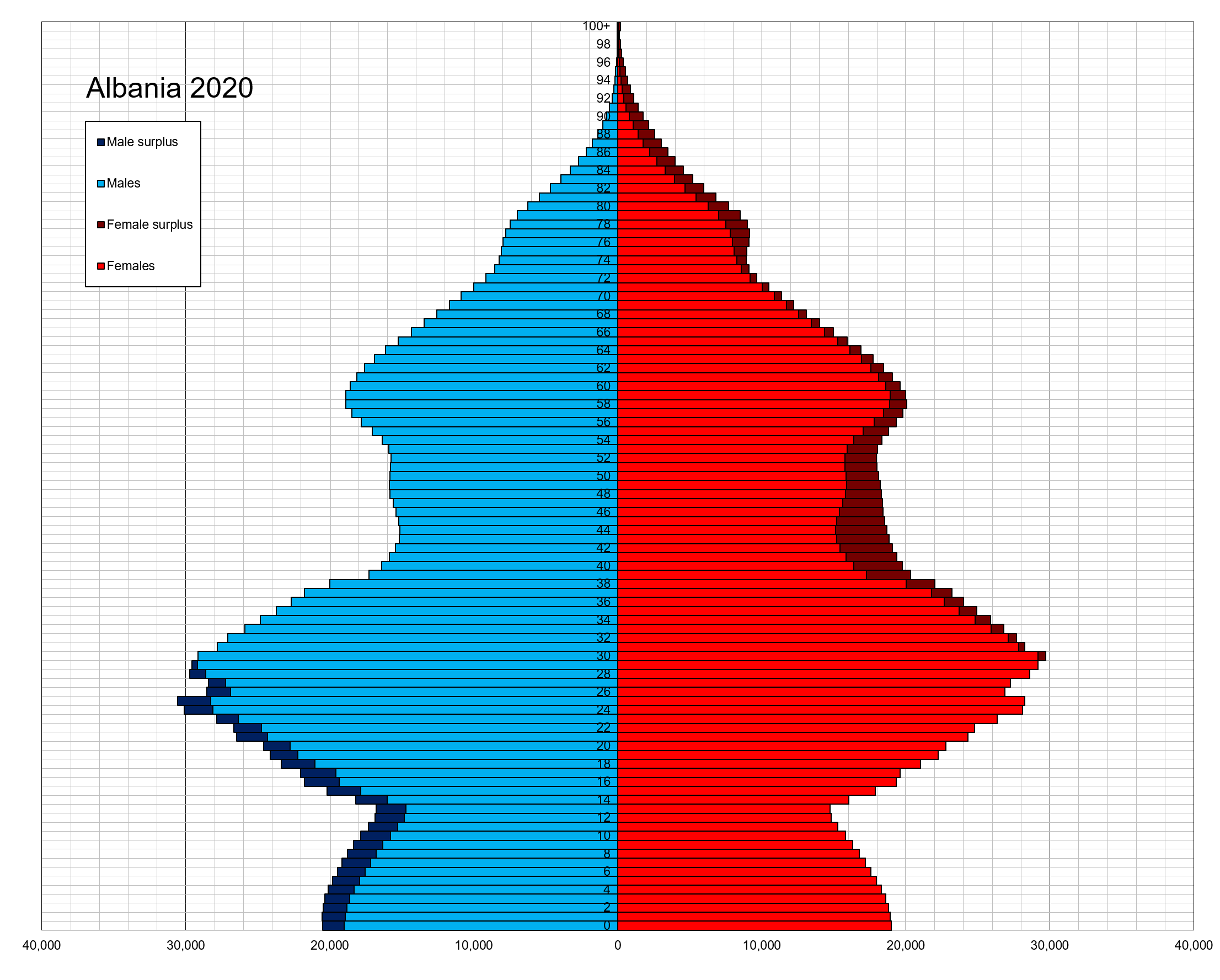
Возрастно-половая пирамида населения Албании на 2020 год

Численность населения — 2 402 113 (перепись 2023 года), в то время как численность населения по переписи 2011 года была 2 831 741, а по переписи 2001 года — 3 069 275 человек. Основная причина снижения численности населения — крупномасштабная миграция и снижение рождаемости.
Постоянное население: 1 421 810 мужчин — 50,2 %, 1 409 931 женщина — 49,8 %.
Годовой прирост — 0,3 % (высокий уровень эмиграции из страны).
Городское население — 53,7 % (данные на 2011 год), сельское население — 46,3 %. Впервые в истории переписи (2011) населения в стране албанцев проживает в городах больше, чем в сельской местности.
Этнический состав: албанцы — 95 %, греки — 3 %, другие (румыны, цыгане, сербы, македонцы) — 2 %.
В апреле 1990 года прекратила своё существование еврейская диаспора в стране: последние 11 евреев отбыли в Израиль.
| №  | Название | Область  | Население |
| -- | -------- | -------- | --------- |
| 1  | Тирана   | Тирана   | 389 323   |
| 2  | Дуррес   | Дуррес   | 101 728   |
| 3  | Влёра    | Эльбасан | 66 834    |
| 4  | Эльбасан | Влёра    | 66 320    |
| 5  | Шкодер   | Шкодер   | 61 633    |
| 6  | Фиери    | Фиери    | 52 926    |
| 7  | Корча    | Корча    | 43 254    |
| 8  | Берат    | Берат    | 40 665    |
| 9  | Люшня    | Фиери    | 26 036    |
| 10 | Саранда  | Влёра    | 19 882    |

### Языки
Единственным официальным языком Албании является албанский, входящий в индоевропейскую языковую семью, в рамках которой входит в условную группу неклассифицированных палеобалканских языков. Имеет два основных диалекта — гегский и тоскский.
На втором месте по числу говорящих в Албании находится греческий язык; другими языками меньшинств в Албании являются, например, арумынский, сербский, боснийский, македонский, болгарский и цыганский.

### Религия

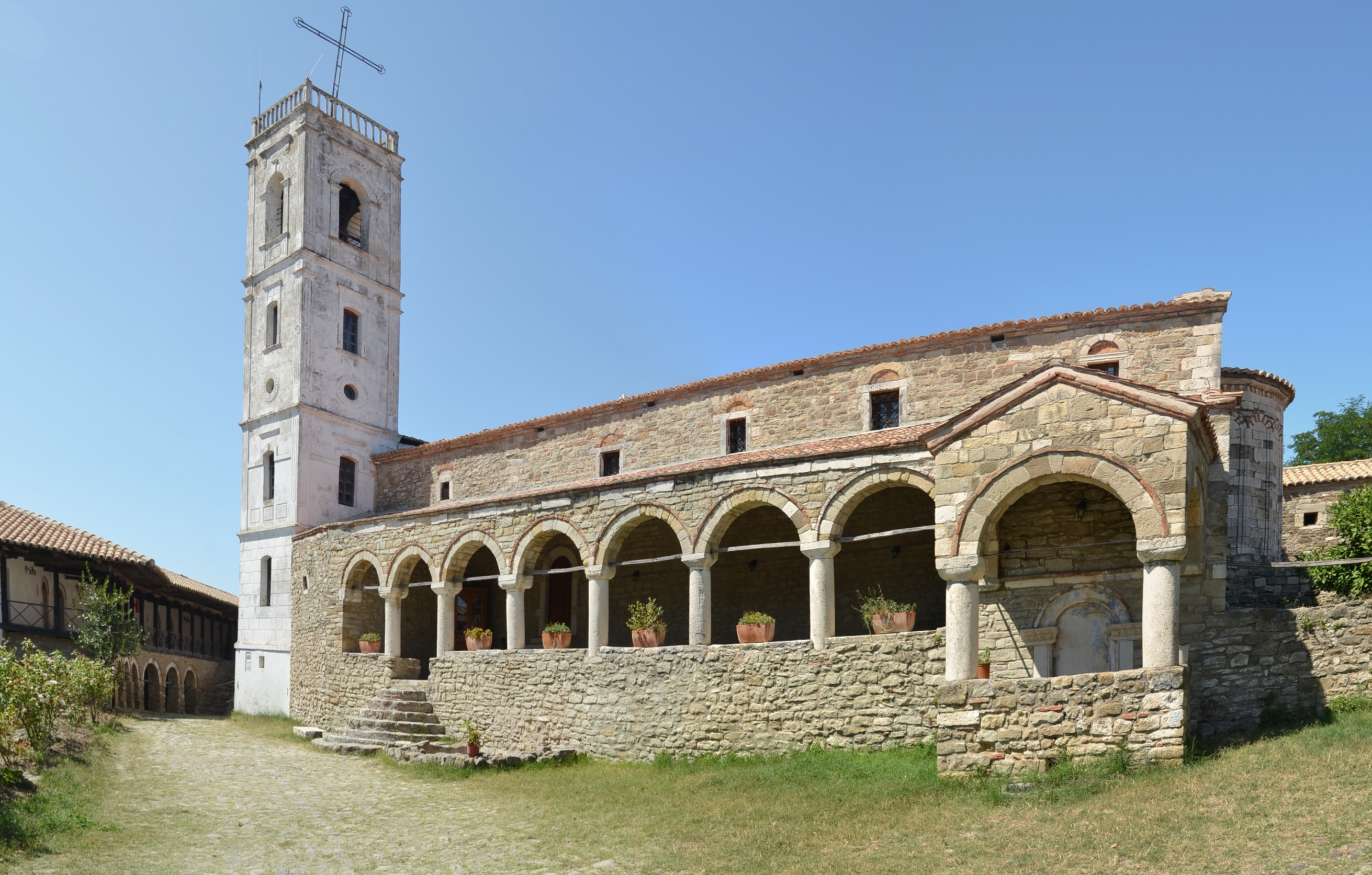
Монастырь в Албании

В начале XX века соотношение между христианами и мусульманами в Албании было почти равным — 47 % католиков и православных, 53 % мусульман. В 2010 году, по данным «Энциклопедии религий» Дж. Г. Мелтона, мусульмане составляли 63 % населения Албании, христиане — 31 %, неверующие и атеисты — 5 %. Ислам представлен суннитами и бекташами. Христиане распределяются на две примерно равные группы — католики (490 тыс.) и православные (475 тыс.). Большинство протестантов (20 тыс.) являются прихожанами различных пятидесятнических церквей.
Согласно данным Госдепа США, доля лиц, принимающих активное участие в религиозной жизни и службах в храмах, составляет от 25 до 40 %.

## Культура

### Праздники

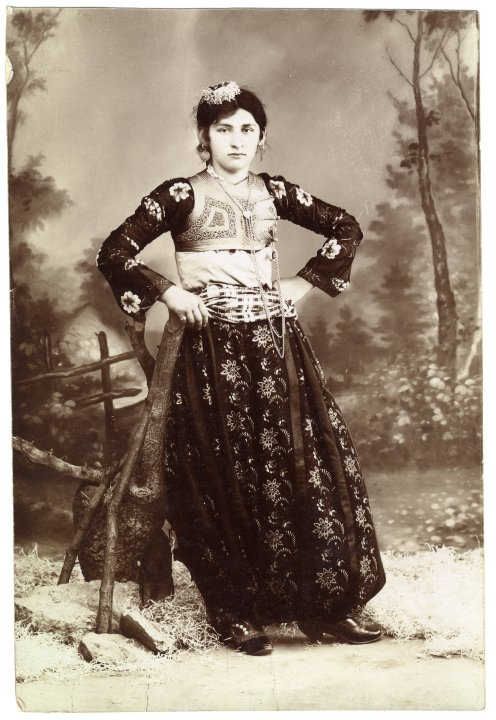
Албанская девушка в национальной одежде, конец XIX в.

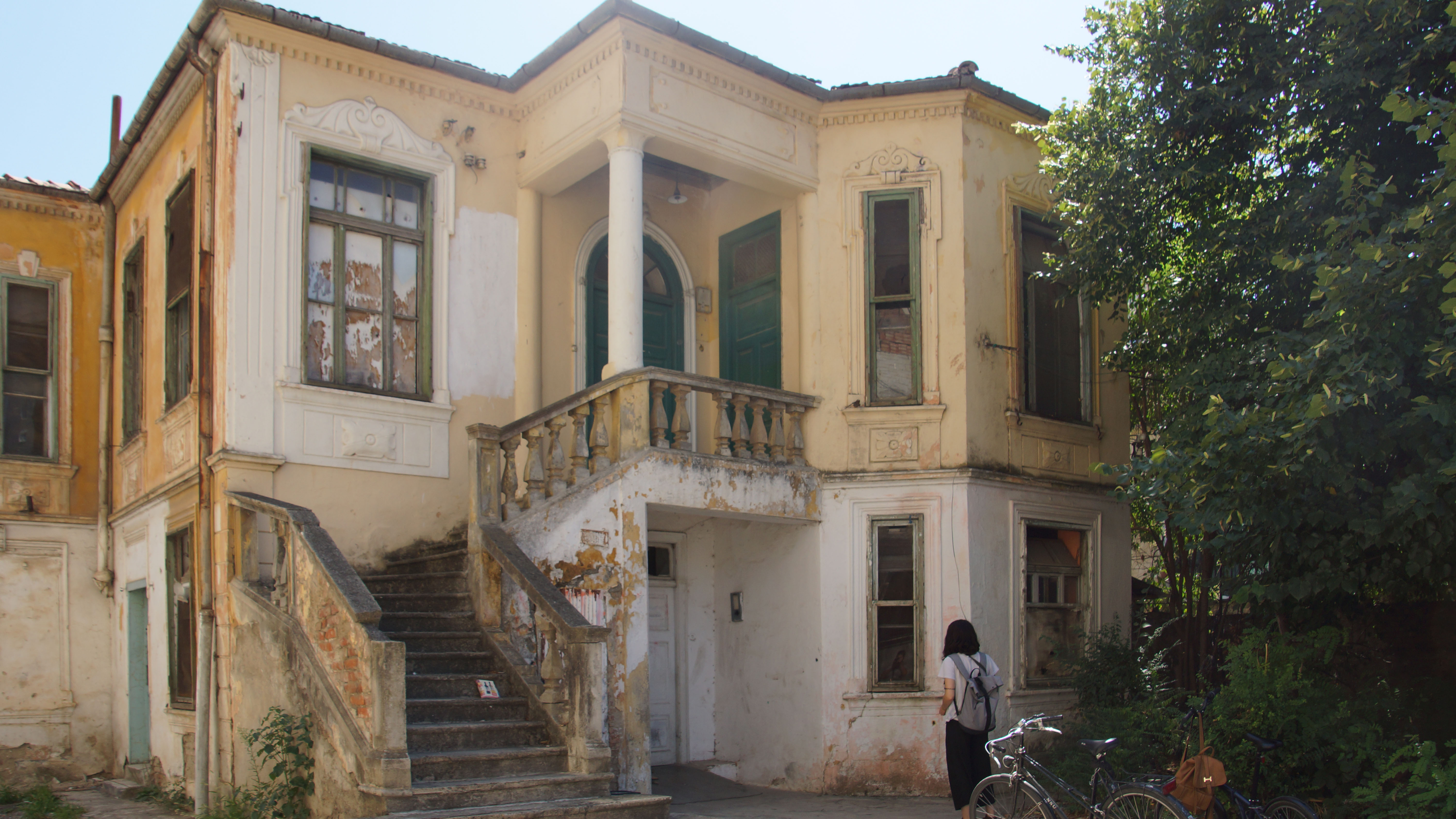
Старая вилла в Тиране

- День Республики — один из наиболее значимых национальных праздников в стране, который ежегодно отмечается 11 января, начиная с 1946 года[88].
- День независимости Албании — празднуется 28 ноября. Как правило, торжественные вечера в честь этого дня устраивают и дипломатические представительства в различных странах.
- День беатификации матери Терезы — отмечается 19 октября как национальный праздник.

### Архитектура и изобразительное искусство

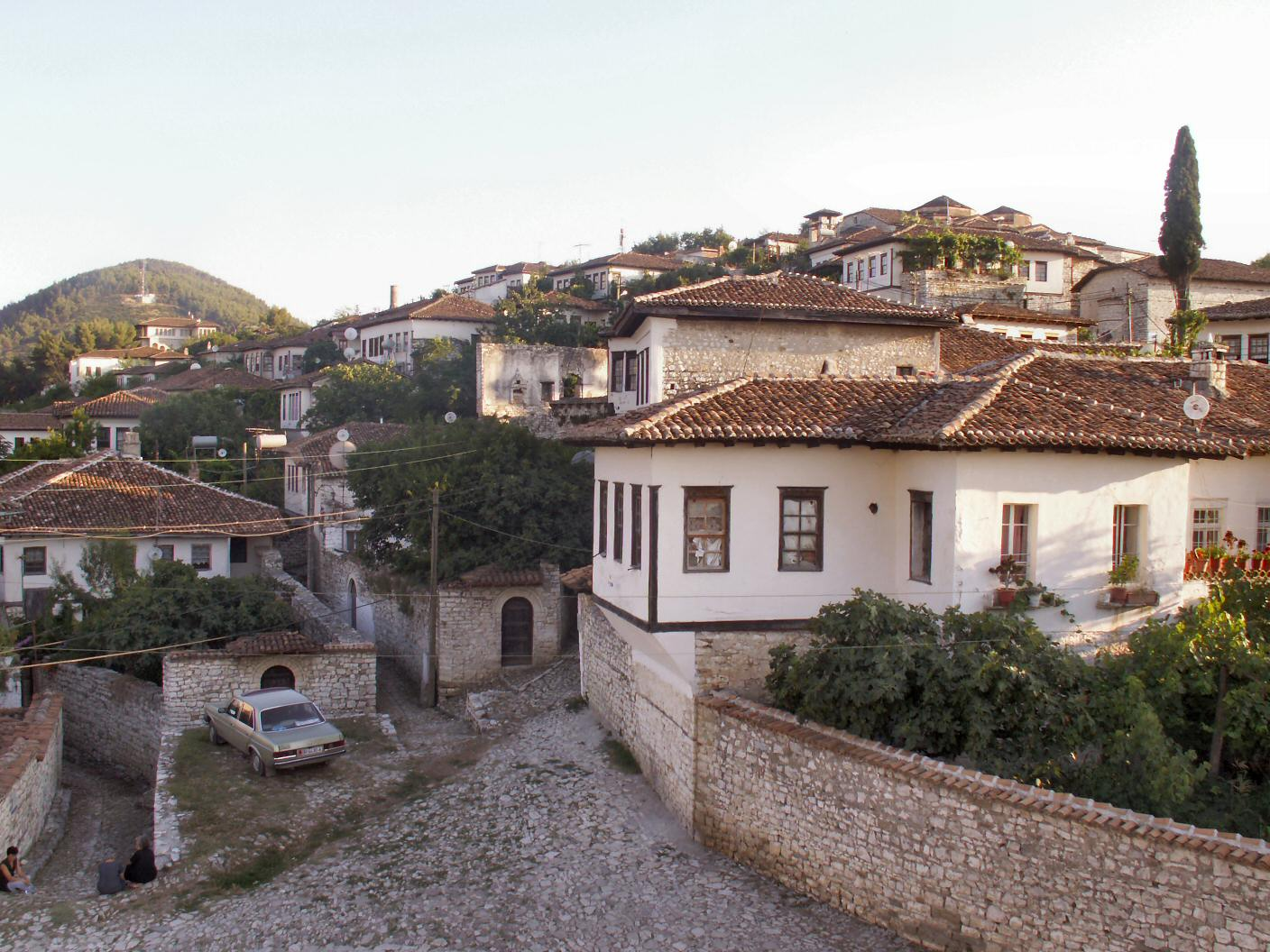
Старый город Берата

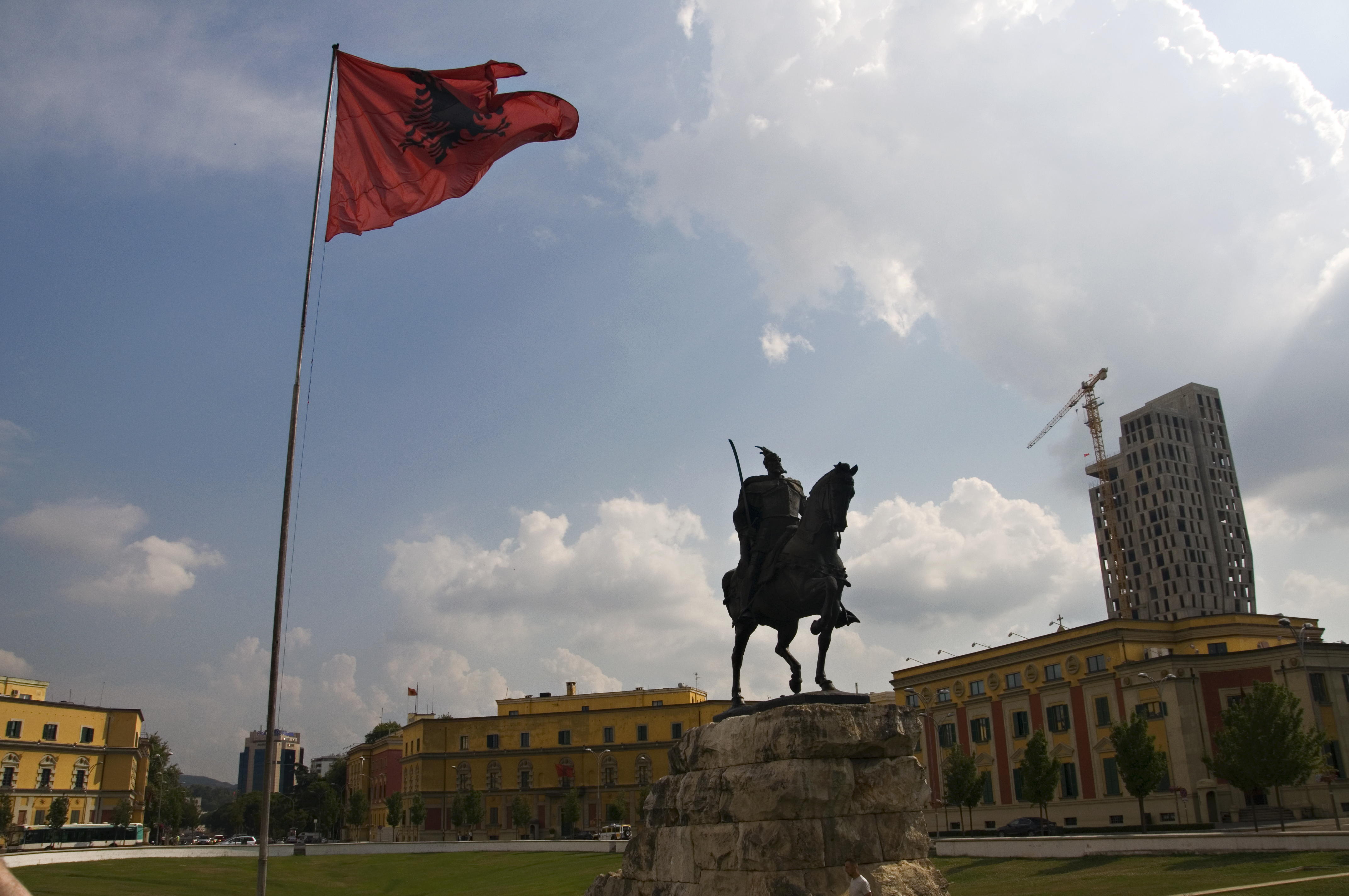
Площадь Скандербега в стиле неоренессанс

Светская албанская живопись возникла лишь в конце XIX века; её становление, в первую очередь, связывается с именем Колы Идромено (1860—1939). Расцвет албанской живописи приходится на межвоенный период, когда возникло сразу несколько художественных школ. Крупнейшей из них была Шкодерская, во главе с Зефом Коломби.
В период правления Энвера Ходжи в изобразительном искусстве Албании доминировал принцип соцреализма. Это были собственные убеждения диктатора, навязываемые и насаждавшиеся им в своей стране: «У албанцев нет идолов и богов, но есть идеалы — это имя и дело Маркса, Энгельса, Ленина и Сталина». В это же время присутствовал и широко поощрялся культ личности и самого Энвера Ходжи. В Албании сохранилось множество полотен известных живописцев, запечатлевших образ лидера страны в своих полотнах: «Плоть от плоти своего народа», худ. — Зеф Шоши (Zef Shoshi), 1976 г.; «Основана партия», худ. — Шабан Хюсса (Shaban Hysa), 1974 г.; «С мыслями о борьбе за светлое будущее», худ. — С. Шола (S. Sholla), 1976 г.; «11 января 1946 года», худ. — В. Килица (V. Kilica, в этот день Учредительное собрание, избранное в ходе первых в стране демократических выборов, выражая волю народа, единогласно провозгласило Албанию Народной Республикой и выбрало новое правительство во главе с тов. Энвером Ходжа); «Провозглашение Республики», худ. — Фатмир Хаджиу (Fatmir Haxhiu), 1974 г.; «Беседа с местными жителями» (Kucakë, лето 1943 г.);
Самый показательный и общедоступный сейчас образец искусства албанского соцреализма того времени — это красочное панно «Shqiptarët» (1981), расположенное на фасаде здания Национального исторического музея (Muzeu Historik Kombëtar) на площади Скандербега, исполненное в строгих традициях социалистического реализма. На панно представлен собирательный образ истории борьбы албанского народа за свою независимость; здесь можно увидеть все этапы этой борьбы: воины Скандербега, создание национального языка и письменности, бойцов красных партизанских бригад и т. д. Центральная часть панно — фигура защитника родины с национальным флагом Албании в руках, девушки в национальном платье (образ матери-Албании), вскинувшей вверх винтовку, и интеллигентного рабочего-труженика.

### Бункеры и военные укрепления

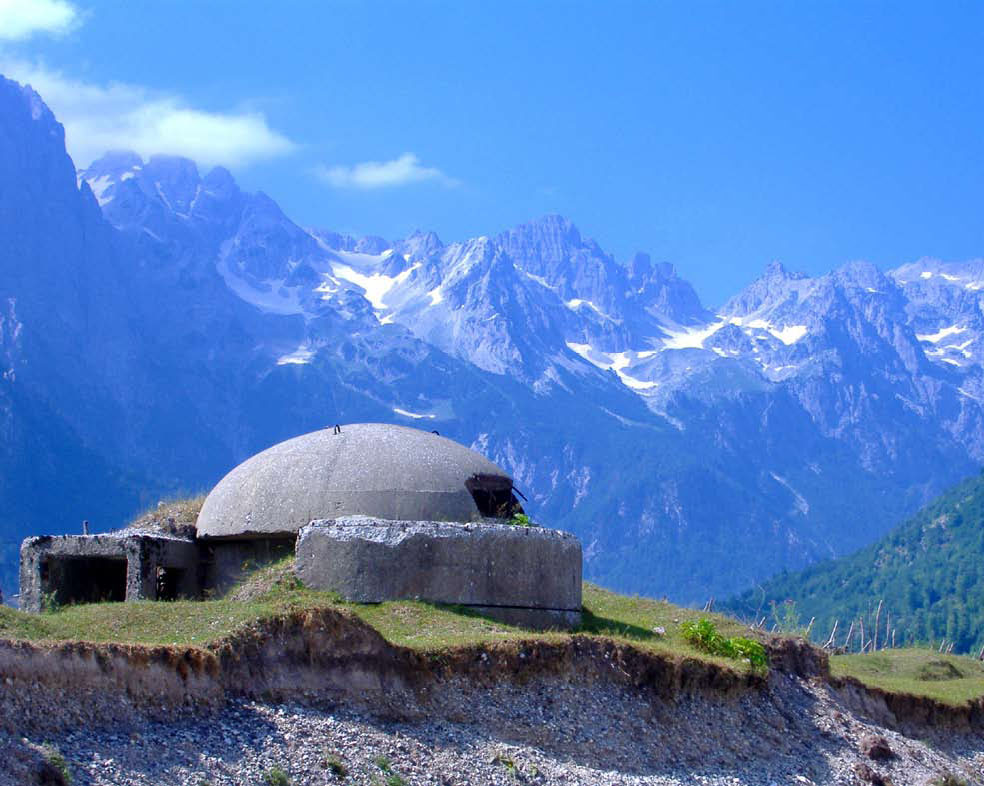
Бункер в Албании

В течение сорока с небольшим лет правления Энвера Ходжи, с момента окончания Второй мировой войны до его смерти в апреле 1985 года, в Албании велось строительство бетонных бункеров. Было построено свыше 700 тысяч малых бункеров, по одному на 4 жителя страны. Ими буквально усыпана вся страна. Плотность бункеров — 24 штуки на квадратный километр. Малые бункеры располагались группами по 3 и более штук в местах наиболее вероятного наступления противника. Сейчас их можно встретить повсеместно, в том числе и в городах, прямо во дворах домов.
Малых бункеров, предназначенных для пехоты, было недостаточно; было построено множество крупных, предназначенных для артиллерийского расчёта. Такие бункеры располагались в основном вдоль линии моря и вдоль границ. В районе Дурреса ещё можно встретить такие бункеры на пляже, переоборудованные в душевые, кафе, раздевалки или просто склады. На некоторых были построены гостиницы и помещение внутри используется как склад.
Кроме дотов строились укрепления для живой силы и техники. Такие сооружения строились в основном внутри гор и холмов. По замыслу Ходжи, там должна была быть скрыта от авиационных налётов гипотетического противника тяжёлая бронетехника и пехота. Многие из них не закончены и остались на стадии строительства бетонного входа. Сейчас албанцы используют их в личных целях: склад, свинарник, бытовая комната, место для установки бильярда.
Естественно, Энвер Ходжа не мог не позаботиться и о себе: был построен имеющий длину в несколько сотен метров главный бункер в его родном городе Гирокастре. Для всего партийного руководства были сделаны укрытия в столице Тиране, на горе Дайти.
Помимо укреплений на земле, были построены два на воде. Строились они с двумя входами и выходами, соединёнными туннелем с водой, и c подсобными помещениями; предназначались для укрытия, ремонта и снаряжения подводных лодок. В одном из таких объектов базировалась советская разведка на Адриатике. Аналогичная подземная база подводных лодок есть в Крыму, в Балаклаве. Был также сооружён аэродром в Гядри с ангаром в горном массиве, способном вместить до 50 самолётов.
В 2012 году на уровне правительства страны было принято решение о ликвидации этих «артефактов прошлого». С этого момента начался демонтаж бункеров. В первую очередь, их убирают с пляжей, городов, дорог и тех мест, где они могут попасть на глаза туристу.

### Образование
Перед установлением коммунистического режима в Албании уровень неграмотности населения оценивался примерно в 85 %. В межвоенный период страна ощущала острый недостаток учебных заведений и подготовленных кадров. Однако, с приходом к власти в 1944 году коммунистического правительства Энвера Ходжи, государство стало предпринимать огромные усилия по искоренению безграмотности. Были введены строгие правила: каждый в возрасте от 12 до 40 лет, не умеющий читать или писать, должен был посещать специальные занятия для обретения этих навыков. С тех пор уровень безграмотности в стране заметно понизился. В 2018 году уровень грамотности в Албании составлял 98,1 %: 98,5 % среди мужчин и 97,8 % среди женщин. В 1990-е годы уровень предоставления образовательных услуг претерпел значительные изменения, связанные, в первую очередь, с массовым переселением албанцев из села в город.
Старейший университет Албании, Университет Тираны, был образован в 1957 году.

### Театр

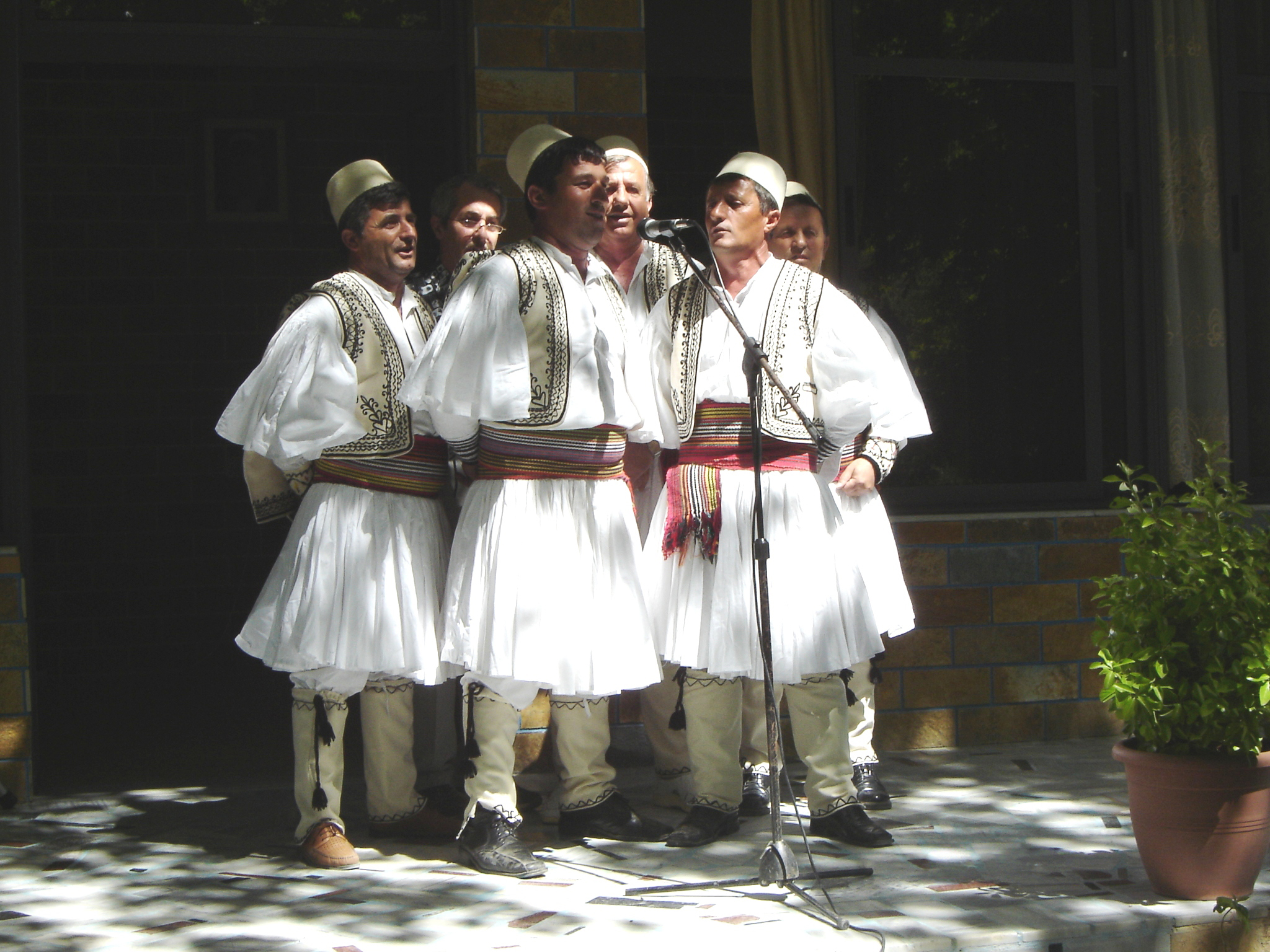
Артисты, исполняющие албанское народное изополифоническое пение

Истоки албанского театра восходят к древней культуре иллирийских племён, живших во втором тысячелетии до н. э. на Балканском полуострове. С начала XIX века любительские театральные труппы существовали в городах Шкодер, Корча, Тирана, Эльбасан, Гирокастра. Современное же искусство театра зародилось в годы антифашистской борьбы в партизанских отрядах.

### Кино
Кинематограф Албании, как и многих других небольших стран, представляет интерес почти исключительно для знатоков кинематографа. Сама специфика местного кинопроизводства не предполагает широкого национального кинопроката, что, безусловно, сказывается на количестве выпускаемых фильмов.
Лишь после обретения независимости от Османской империи в 1912 году в Албанию стала просачиваться информация об этом новом виде искусства. В 1945 году в Албании открылся первый кинематографический институт, который чуть позже трансформировался в первую албанскую киностудию, на которой в 1953 году была снята эпическая драма «Великий воин Албании Скандербег» (в сотрудничестве с советским Мосфильмом). Этот фильм получил премию за режиссуру на кинофестивале в Каннах в 1954 году.

### Живопись

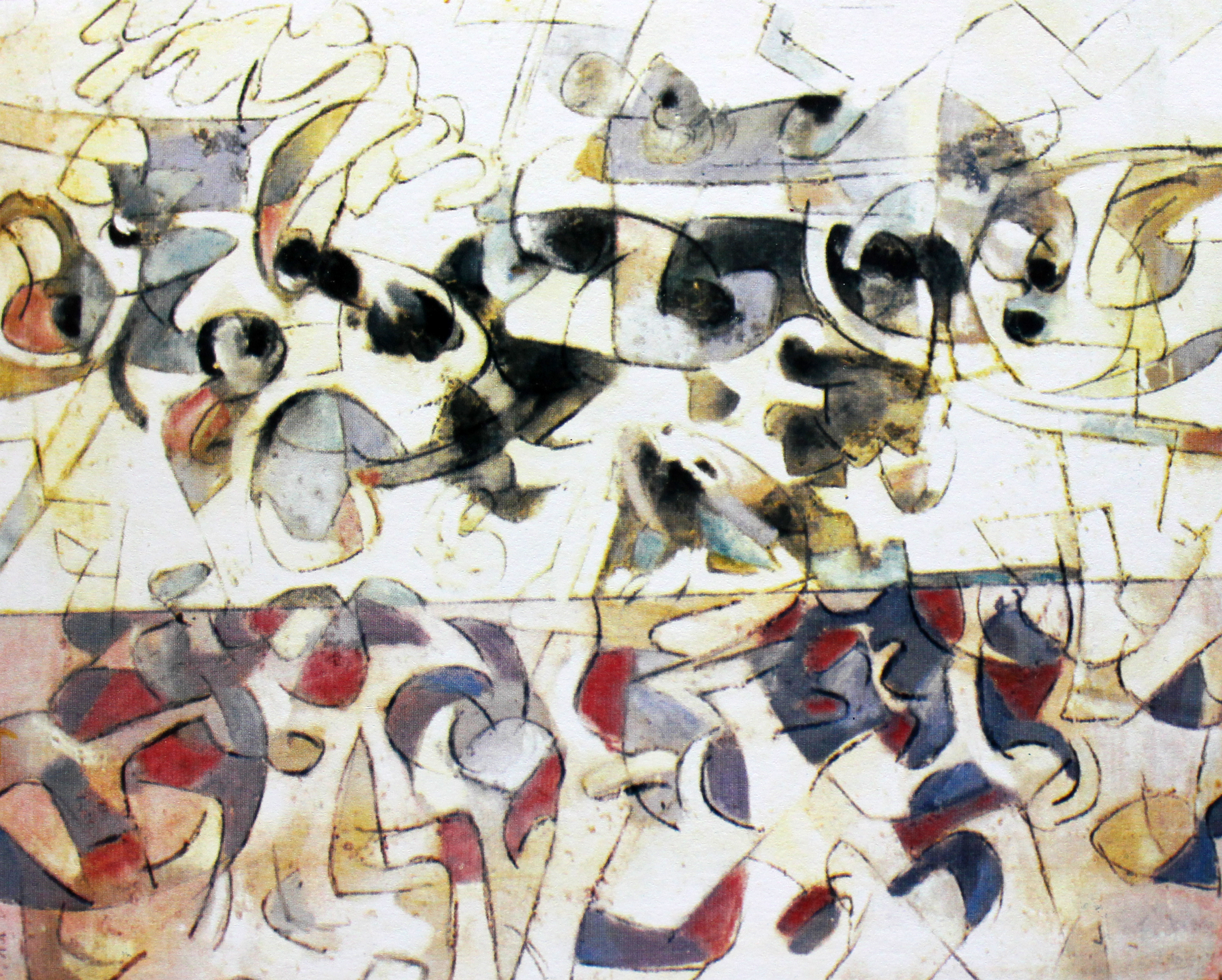
Ибрагим Кодра, Море, 1968, Национальная галерея Косово

- Ибрагим Кодра — итальянский художник албанского происхождения.

## Экономика

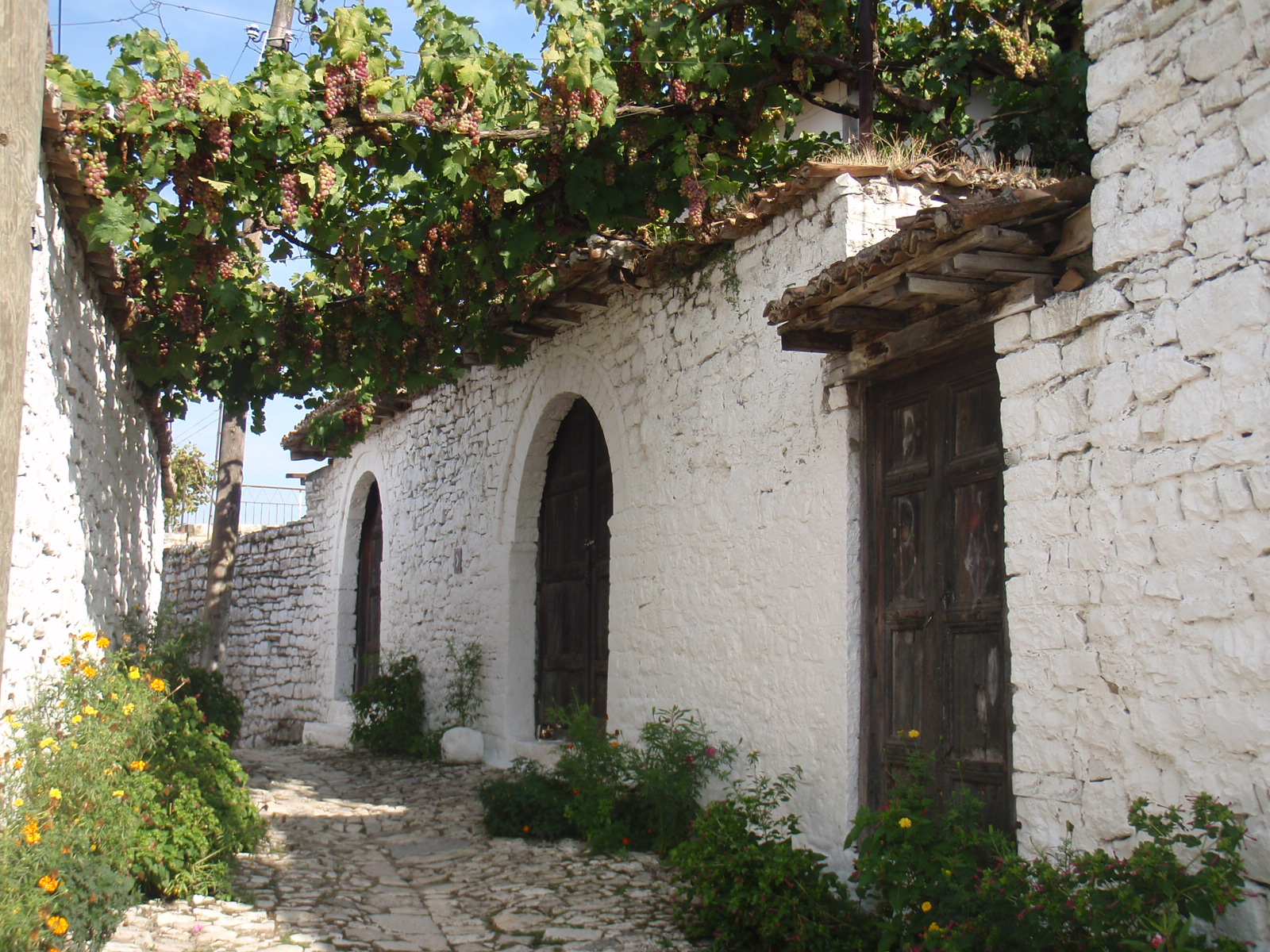
Выращивание винограда в Берате

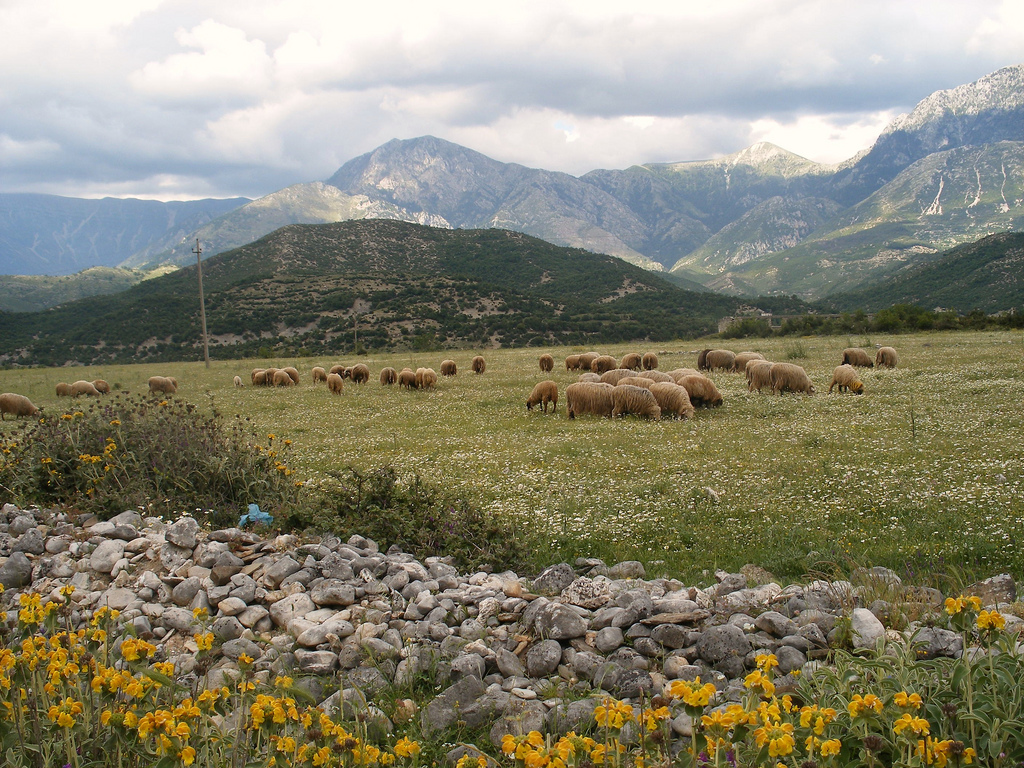
Овцы в Албании

Албания — среднеразвитое аграрно-индустриальное государство; одна из беднейших стран Европы, долгие годы находившаяся в международной изоляции, что помешало созданию устойчивых торгово-экономических отношений с развитыми странами Западной Европы. В настоящее время это выражается в недостатке иностранных инвестиций в экономику страны.
Объём ВВП в 2021 г. — 18,26 млрд долларов США (6,5 тыс. долларов на душу населения по ППС). Ниже уровня бедности проживает 25 % населения. Индекс Кейтца по состоянию на 2019 год составлял в Албании около 43 % (средняя зарплата — 60 494 леков, минимальная зарплата — 26 000 леков). С 1 апреля 2023 года месячный минимальный размер оплаты труда составляет 40 000 леков (брутто) и 35 520 леков (нетто).
Преимущества: страна успешно перешла к стабильной рыночной экономике. По данным Международного валютного фонда, в 2022 году инфляция в Албании составляет 5,5 %. Относительно высокие темпы экономического роста (выше среднего по Европе) и низкий государственный долг (ниже среднего по Европе). Также в стране имеется относительно дешёвая и хорошо образованная, в сравнении со странами Европы, рабочая сила. В условиях резкого падения уровня безработицы и увеличения нехватки рабочей силы, рост заработной платы, по состоянию на 2019 год, не сдерживается замедлением темпов экономического роста.
Слабые стороны: скудная сырьевая база; сильная коррупция. Медленно продвигающиеся рыночные реформы. Малый объём инвестиций в инфраструктуру и НИОКР. Самая большая проблема, как и в других относительно бедных странах Европы: Украине, Беларуси, Молдове и т. п., увеличивающийся с каждым годом дефицит трудоспособной рабочей силы и рост количества пенсионеров, в связи с низкой рождаемостью и высокой эмиграцией населения в другие, более богатые, страны мира.
Структура экономики в 2009 (доля ВВП):
- сельское хозяйство — 20,6 %;
- промышленность — 18,8 %;
- сфера обслуживания — 60,6 %.

В сельском хозяйстве занято 58 % работающих, в промышленности — 15 %, в сфере обслуживания — 27 %. Уровень безработицы — 12 % (в 2009 году).
В сельском хозяйстве выращивают пшеницу, кукурузу, картофель, овощи, фрукты, сахарную свёклу, виноград, производят мясные продукты и молочные продукты.
Промышленные отрасли: пищевая обработка, текстиль и одежда; обработка древесины, добыча нефти и металлических руд, производство цемента, гидроэнергетика.

### Внешняя торговля
Экспорт в 2017 году составил 2,39 млрд $ (обувь, хромитовая руда, ферросплавы, сырая нефть, сельхозпродукция, главным образом, фрукты, овощи и табак).
Основные покупатели: Италия — 48 % (1,15 млрд долларов), Китай — 7,4 % (177 млн долларов), Испания — 5,3 % (127 млн долларов), Франция — 4,7 % (113 млн долларов) и Германия — 4,7 % (111 млн долларов).
Импорт в 2017 году составил 4,21 млрд долларов (автомобили и др. оборудование, нефтепродукты, медикаменты, скот и продукция скотоводства, текстильные и потребительские товары).
Основные поставщики: Италия — 30 % (1,28 млрд долларов), Турция — 9,9 % (416 млн долларов), Греция — 9,7 % (391 млн долларов), Германия — 8 % (336 млн долларов) и Китай — 7,4 % (311 млн долларов).
Географическое распределение внешней торговли Албании (на 2014 год):
- страны ЕС — 66,0 % (5079 млн долларов),
- Китай — 6,1 % (465 млн долларов),
- Турция — 6,1 % (465 млн долларов),
- страны Америки — 3,8 % (294 млн долларов),
- страны Африки — 1,5 % (117 млн долларов),
- Россия — 1,5 % (115 млн долларов).

### Транспорт

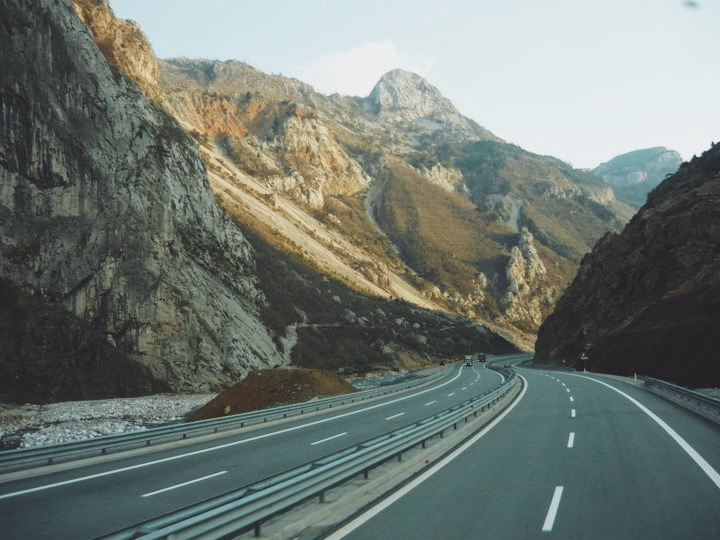
Асфальтированная дорога в Албании

По территории страны курсируют маршрутные такси, автобусы и поезда. Маршрутные такси, называемые здесь «фургонами», самый популярный вид транспорта. Ими служат девяти- и двенадцатиместные микроавтобусы бело-красной раскраски, отправляющиеся в путь, когда все места будут заняты. В каждом городе есть одна или несколько станций «фургонов».
Муниципальные автобусы отправляются по расписанию. Они также курсируют, в основном, до 15—16 часов дня.
Железнодорожное сообщение между городами страны почти прекратилось из-за плохого состояния железнодорожной колеи.

### Телефонная связь
В стране действуют, по крайней мере, три сотовых оператора: Eagle Mobile, Vodafone и AMC Mobile.